# René Konen
René „Boy” Konen (ur. 23 kwietnia 1921 w Binsfeld, zm. 14 listopada 1994 w Luksemburgu) – luksemburski polityk i samorządowiec, działacz ruchu oporu, deputowany, minister, w latach 1969–1971 przewodniczący Partii Demokratycznej.

## Życiorys
Podjął naukę w liceum klasycznym w miejscowości Diekirch, którą przerwała II wojna światowa. Odmówił dołączenia do Hitlerjugend. Współtworzył Lëtzeburger Patriote Liga, organizację luksemburskiego ruchu oporu. Był internowany w niemieckim obozie koncentracyjnym Hinzert. W 1942 dołączył do francuskiego ruchu oporu, był członkiem FFI. Pod koniec wojny wznowił naukę, uzyskał świadectwo dojrzałości, pracował w administracji publicznej. Współtworzył ruch polityczny, który przekształcił się następnie w Partię Demokratyczną. W latach 1952–1969 był członkiem władz miejskich w gminie Troisvierges, a od 1970 do 1979 pełnił funkcje radnego oraz członka miejskiej egzekutywy w Luksemburgu.
W latach 1969–1971 pełnił funkcję przewodniczącego DP. Sprawował mandat posła do Izby Deputowanych, był bezpośrednio wybierany do parlamentu w 1974, 1979, 1984 i 1989. W latach 1979–1984 zajmował stanowiska ministra służb publicznych oraz ministra robót publicznych w rządzie Pierre’a Wernera. Pod koniec 1993 zrezygnował z mandatu z powodu choroby.